# Iranian Volleyball Super League
Die Iranian Volleyball Super League ist die höchste Spielklasse im Iran Männer-Volleyballsport. Die Liga wird seit 1975 vom Iran Volleyballverband (I.R.I VL) ausgetragen. Rekordmeister sind mit 11 Titeln die Paykan Tehran.